# Joyce Chepchumba
Joyce Chepchumba (Kenia, 6 de noviembre de 1970) es una atleta keniana retirada, especializada en la prueba de maratón en la que llegó a ser medallista de bronce olímpica en 2000.

## Carrera deportiva
En los JJ. OO. de Sídney 2000 ganó la medalla de bronce en la maratón, recorriendo los 42,195 km en un tiempo de 2:24:45 segundos, tras la japonesa Naoko Takahashi (oro con 2:23:14 segundos que fue récord olímpico) y la rumana Lidia Șimon (plata).